# والتر لنگ
والتر لنگ (انگلیسی: Walter Lang؛ ۱۰ اوت ۱۸۹۶ – ۷ فوریهٔ ۱۹۷۲) کارگردان امریکایی است.

## فیلمشناسی
- قهرمان دانشکده (۱۹۲۷)
- برادران (۱۹۳۰)
- شوهر جنگاور (۱۹۳۳)
- کارناوال (۱۹۳۵)
- دهکده گرینویچ (۱۹۴۴)
- با یک ترانه در قلب من (۱۹۵۲)
- دوجینش ارزان‌تر است (۱۹۵۰)
- پادشاه و من (۱۹۵۶)
- میز (۱۹۵۷)
- کن کن (۱۹۶۰)